# Sainte-Cécile-de-Milton
Sainte-Cécile-de-Milton är en kommun i provinsen Québec i Kanada. Den ligger i regionen Estrie, i den sydöstra delen av landet, 230 km öster om huvudstaden Ottawa. Antalet invånare var 2 195 vid folkräkningen 2021. Arean är 73 kvadratkilometer.